# Красналеука (Ботошани)
Красналеука (рум. Crasnaleuca) насеље је у Румунији у округу Ботошани у општини Коцушка. Oпштина се налази на надморској висини од 125 m.

## Становништво
Према подацима из 2002. године у насељу је живело 732 становника, од којих су сви румунске националности.